# Yu-Gi-Oh! Sevens
Yu-Gi-Oh! Sevens (遊☆戯☆王SEVENS?, Yū-Gi-Ō Sebunsu) è una serie televisiva anime e settima serie del franchise Yu-Gi-Oh!. Prodotta dallo studio Bridge sotto la regia di Nobuhiro Kondo, è stata trasmessa su TV Tokyo dal 4 aprile 2020 al 27 marzo 2022.
Le vicende della serie ruotano intorno a Yuga e ai suoi amici mentre mettono in mostra le delizie dei Rush Duel sotto l'occhio vigile della Goha Corporation che controlla la città.

## Episodi
Il 28 aprile 2020, è stato annunciato che dopo l'episodio 5, gli episodi rimanenti sarebbero stati ritardati di cinque settimane a causa degli effetti della pandemia di COVID-19. Il 10 luglio 2020 è stato annunciato che sarà nuovamente ritardato a causa della suddetta pandemia e che sarebbe ripresa l'8 agosto 2020.

### Stagione 1
| Nº                                        | Titolo italiano (traduzione letterale) Giapponese 「Kanji」 - Rōmaji                                     | In onda           | In onda |
| Nº                                        | Titolo italiano (traduzione letterale) Giapponese 「Kanji」 - Rōmaji                                     | Giapponese        |         |
| Nascita dei Duelli Rush (13 episodi)      | |                   |         |
| 1                                         | Andiamo! Duello Rush! 「いくぞ！ ラッシュデュエル！」 - Iku zo! Rasshu Dyueru!                           | 4 aprile 2020     |         |
| 2                                         | L'uomo che possiede un demone 「悪魔を飼う男」 - Akuma o kau otoko                                       | 11 aprile 2020    |         |
| 3                                         | Il segreto di Romin 「ロミンの秘密」 - Romin no himitsu                                                  | 18 aprile 2020    |         |
| 4                                         | Arrivederci, presidente del consiglio studentesco! 「さよなら、生徒会長！」 - Sayonara, seito kaichō!    | 25 aprile 2020    |         |
| 5                                         | Luke, la battaglia di un uomo 「ルーク、男の闘い」 - Rūku, otoko no tatakai                              | 2 maggio 2020     |         |
| 6                                         | Mi scuso per i noodle! Duello Ramen! 「御麺！ラーメンデュエル！」 - Rāmen Dyueru!                        | 13 giugno 2020    |         |
| 7                                         | Lo studente trasferito frequenta le elementari? 「転校生は小学生？」 - Tenkōsei wa shōgakusei?           | 20 giugno 2020    |         |
| 8                                         | Post-apocalisse e Naporitan 「世紀末とナポリタン」 - Seikimatsu to Naporitan                             | 27 giugno 2020    |         |
| 9                                         | Meraviglioso giurassico 「素敵なジュラシック」 - Suteki na Jurashikku                                    | 4 luglio 2020     |         |
| 10                                        | Un terrificante duello storia di fantasmi 「恐怖の怪談デュエル」 - Kyōfu no kaidan Dyueru                | 8 agosto 2020     |         |
| 11                                        | Pazienza al limite! 「ガマンが限界！」 - Gaman ga genkai!                                                | 15 agosto 2020    |         |
| 12                                        | L'asso proibito 「禁じられたエース」 - Kinjirareta Ēsu                                                   | 22 agosto 2020    |         |
| 13                                        | Un altro re 「もう一人の王」 - Mō hitori no ō                                                            | 29 agosto 2020    |         |
| Massimo (13 episodi)                      | |                   |         |
| 14                                        | La cucina di Romin 「ロミン＇ｓキッチン」 - Rominzu kicchin                                              | 5 settembre 2020  |         |
| 15                                        | Si salpa! Elementari pescheria Goha 「出船！ゴーハ水産小」 - Gōha suisanshō                              | 12 settembre 2020 |         |
| 16                                        | L'uomo che lava i duelli 「デュエルを洗う男」 - Dyueru wo arau otoko                                     | 19 settembre 2020 |         |
| 17                                        | Il gatto nel Giardino della Provvidenza 「セツリの庭のネコ」 - Setsuri no niwa no neko                   | 26 settembre 2020 |         |
| 18                                        | Scusa, "Gett-A Chance" 「ごめんねゲッタチャンス」 - Gomen ne Getta Chansu                                | 3 ottobre 2020    |         |
| 19                                        | Colui che è un trono 「玉座たるもの」 - Gyokuza-taru mono                                                | 10 ottobre 2020   |         |
| 20                                        | È dura essere un adulto 「オトナはつらいよ」 - Otona wa tsurai yo                                        | 17 ottobre 2020   |         |
| 21                                        | Incontri ravvicinati del tipo noodle 「麺との遭遇」 - Men to no sōgū                                     | 24 ottobre 2020   |         |
| 22                                        | Il demone sigillato 「封じられた悪魔」 - Fūjirareta akuma                                                | 31 ottobre 2020   |         |
| 23                                        | Cosa c'è oltre la provvidenza 「セツリの先にあるもの」 - Setsuri no saki ni aru mono                     | 7 novembre 2020   |         |
| 24                                        | Risolutezza 「覚悟」 - Kakugo                                                                            | 14 novembre 2020  |         |
| 25                                        | Sogni, coraggio, ed amicizia 「夢と勇気と友情」 - Yume to yūki no yūjō                                   | 21 novembre 2020  |         |
| 26                                        | Duello Massimo! 「マキシマムデュエル！」 - Makishimamu dyueru!                                           | 28 novembre 2020  |         |
| La 6a Scuola Elementare Goha (13 episodi) | |                   |         |
| 27                                        | La nascita del Club Luke 「ルーククラブの誕生」 - Rūku kurabu no tanjō                                   | 5 dicembre 2020   |         |
| 28                                        | Campo d'allenamento! Duello sushi 「合宿！お寿司デュエル」 - Gasshuku! Osushi dyueru                     | 12 dicembre 2020  |         |
| 29                                        | Scava Galian 「ギャリアン大地を掘る」 - Gyarian daichi o horu                                            | 19 dicembre 2020  |         |
| 30                                        | Il respiro di tigre da battaglia 「闘いの虎吸」 - Tatakai no kokyū                                       | 26 dicembre 2020  |         |
| 31                                        | La ribellione è for-mia-ca 「叛逆するは我にアリ」 - Hangyakusuru wa ware ni ari                          | 9 gennaio 2021    |         |
| 32                                        | La principessa che amava la cavalleria pesante 「重騎愛づる姫君」 - Jūkimezuru himegimi                  | 16 gennaio 2021   |         |
| 33                                        | La 6a Scuola Elementare Goha 「ゴーハ第６小学校」 - Goha dairoku shōgakkō                                | 23 gennaio 2021   |         |
| 34                                        | L'impero sotterraneo Shiatsu colpisce ancora 「指圧底国の逆襲」 - Shiatsu teikoku no gyakushū            | 30 gennaio 2021   |         |
| 35                                        | Risuona! Gohanio 「響け！ゴーハニウム」 - Hibike! Gōhaniumu                                              | 6 febbraio 2021   |         |
| 36                                        | Illuminazione ♡ Occhi Ranze 「開眼♡らんぜアイズ」 - Kaigan ♡ Ranze Aizu                                  | 13 febbraio 2021  |         |
| 37                                        | Cucù Luke-cù 「クルックルーク」 - Kurukkurūku                                                            | 20 febbraio 2021  |         |
| 38                                        | Dissotterra il Massimo! 「マキシマムを掘り起こせ！」 - Makishimamu wo horiokose!                         | 27 febbraio 2021  |         |
| 39                                        | Riportalo indietro! L'orgoglio di Mutsuba! 「取り戻せ！ムツバの誇り！」 - Torimodose! Mutsuba no hokori! | 6 marzo 2021      |         |
| Battle Royale a Squadre (13 episodi)      | |                   |         |
| 40                                        | Give Me Jam ♪ 「ギブ・ミー・ジャム♪」 - Gibu Mī Jamu ♪                                                   | 13 marzo 2021     |         |
| 41                                        | Yameru-lascerò lo stile Sogetsu 「蒼月流ヤメルーラ」 - Sōgetsu-ryū Yamerūra                              | 20 marzo 2021     |         |
| 42                                        | Lo squadrone da duelli operazioni spaziali 「宇宙作戦デュエル隊」 - Uchū sakusen Dyueru-tai              | 4 aprile 2021     |         |
| 43                                        | Apertura! Battle Royale a squadre 「開幕！チームバトルロイヤル」 - Kaimaku! Chīmu Batoru Roiyaru         | 11 aprile 2021    |         |
| 44                                        | Dissonanza 「不協和音」 - Fukyōwaon                                                                      | 18 aprile 2021    |         |
| 45                                        | Cacciatore riccastro 「成金ハンター」 - Narikin Hantā                                                    | 25 aprile 2021    |         |
| 46                                        | Ritorno al passato 「バック・トゥ・ザ・過去」 - Bakku tu za kako                                         | 2 maggio 2021     |         |
| 47                                        | Il contrattacco dell'impiegato 「逆襲のシャイン」 - Gyakushū no shain                                    | 9 maggio 2021     |         |
| 48                                        | Scontro di tecniche segrete! 「奥義激突！」 - Ōgi gekitotsu!                                             | 16 maggio 2021    |         |
| 49                                        | RoaRomin 「ロアロミン」 - Roaromin                                                                       | 23 maggio 2021    |         |
| 50                                        | Gakuting 「ガクティング」 - Gakutingu                                                                    | 30 maggio 2021    |         |
| 51                                        | Strada contro Adarts 「ロードｖｓドーロ」 - Rōdo Bāsasu Dōro                                             | 6 giugno 2021     |         |
| 52                                        | L'ultimo duello Rush 「最後のラッシュデュエル」 - Saigo no Rasshu Dyueru                                 | 13 giugno 2021    |         |

### Stagione 2
| Nº                                | Titolo italiano (traduzione letterale) Giapponese 「Kanji」 - Rōmaji                                                   | In onda           | In onda |
| Nº                                | Titolo italiano (traduzione letterale) Giapponese 「Kanji」 - Rōmaji                                                   | Giapponese        |         |
| I 6 Fratelli Goha (15 episodi)    | |                   |         |
| 53                                | Andiamo! Girogirello Rush! 「いくぞ！ラッシュグリュリュ！」 - Iku zo! Rasshu Guryuryu!                                 | 20 giugno 2021    |         |
| 54                                | Duello Rush su moto! 「ライディング・ラッシュデュエル！」 - Raidingu Rasshu Dyueru!                                    | 27 giugno 2021    |         |
| 55                                | Yujin e il mare 「ユウジーンと海」 - Yuujīn to umi                                                                     | 4 luglio 2021     |         |
| 56                                | Kattobattuta! 「かっとバシング！」 - Kattobashingu!                                                                    | 11 luglio 2021    |         |
| 57                                | Sono il quarto sicario 「第四の刺客どすえ」 - Daiyon no shikaku dosu e                                                 | 18 luglio 2021    |         |
| 58                                | Destini intrecciati 「交差する運命」 - Kōsa-suru unmei                                                                 | 25 luglio 2021    |         |
| 59                                | Il pulsante degli ordini 「注文ぼたん」 - Chūmon botan                                                                 | 1º agosto 2021    |         |
| 60                                | Ti ricordi di Atachi? 「あたち・おぼえていますか」 - Atachi oboeteimasuka                                              | 8 agosto 2021     |         |
| 61                                | Diretta! Potente Duello Rush 「実況！パワフルラッシュデュエル」 - Jikkyō! Pawafuru Rasshu Dyueru                       | 15 agosto 2021    |         |
| 62                                | The☆Lukeman! The☆Lukeman!! 「ザ☆ルークメン！ザ☆ルークメン！！」 - Za☆Rūkumen! Za☆Rūkumen!!                             | 22 agosto 2021    |         |
| 63                                | Il sesto uomo 「第６の男」 - Dairoku no otoko                                                                          | 29 agosto 2021    |         |
| 64                                | La famiglia degli ingranaggi 「歯車の一族」 - Haguruma no ichizoku                                                     | 5 settembre 2021  |         |
| 65                                | Provvidenza solitaria 「孤高のセツリ」 - Kokō no setsuri                                                               | 12 settembre 2021 |         |
| 66                                | Battaglia finale! L'impero diabolico 「決戦！魔神帝国」 - Kessen! Majin teikoku                                        | 19 settembre 2021 |         |
| 67                                | Guerriero spaziale The☆Lukeman 「宇宙戦士ザ☆ルークメン」 - Uchū senshi Za☆Rūkumen                                      | 26 settembre 2021 |         |
| Impiegati della Goha (12 episodi) | |                   |         |
| 68                                | La malinconia di Yuo 「ユウオウのユウウツ」 - Yuuou no yūutsu                                                          | 3 ottobre 2021    |         |
| 69                                | Il campo dei so-glu-ni 「フィールド・オブ・ギョリームス」 - Fīrudo Obu gyorīmusu                                       | 10 ottobre 2021   |         |
| 70                                | Lei, è la Nanahoshi cattiva 「その者、裏七星」 - Sono mono, ura Nanahoshi                                              | 17 ottobre 2021   |         |
| 71                                | Pericolo: Non mescolare 「混ぜるなキケン」 - Mazeruna kiken                                                            | 24 ottobre 2021   |         |
| 72                                | La fantastica fabbrica sotterranea di Luke 「夢の地下ルーク工場」 - Yume no chika Rūku kōjō                            | 31 ottobre 2021   |         |
| 73                                | Un Duello Rush d'intrattenimento aziendale per adulti 「オトナの接待ラッシュデュエル」 - Otona no settai Rasshu Dyueru | 7 novembre 2021   |         |
| 74                                | Zombie dei Duelli 「デュエルゾンビ」 - Dyueru Zonbi                                                                    | 14 novembre 2021  |         |
| 75                                | Il mistero di Yuga 「遊我の謎」 - Yūga no nazo                                                                         | 21 novembre 2021  |         |
| 76                                | La tigre spietata 「慈悲なき虎」 - Jihinaki Tora                                                                       | 28 novembre 2021  |         |
| 77                                | Girogiro resuscitato 「蘇るグルグル」 - Yomigaeru guruguru                                                             | 5 dicembre 2021   |         |
| 78                                | Yuga Goha 「ゴーハ・ユウガ」 - Gōha Yūga                                                                               | 12 dicembre 2021  |         |
| 79                                | Il sigillo dei Duelli Rush 「ラッシュデュエル封印」 - Rasshu Dyueru Fūin                                               | 19 dicembre 2021  |         |
| Il Re dei Duelli (13 episodi)     | |                   |         |
| 80                                | I 6 fratelli Goha 「ゴーハ６兄弟」 - Gōha rokukyōdai                                                                   | 26 dicembre 2021  |         |
| 81                                | Giorni insostituibili 「かけがえのない日々」 - Kakegaenonai hibi                                                       | 9 gennaio 2022    |         |
| 82                                | Iav del Rush 「ドーロ・オブ・ザ・ラッシュ」 - Dōro Obu za Rasshu                                                       | 16 gennaio 2022   |         |
| 83                                | Compagni di viaggio 「旅の仲間たち」 - Tabi no nakama-tachi                                                            | 23 gennaio 2022   |         |
| 84                                | Due sentimenti 「二つの想い」 - Futatsu no omoi                                                                        | 30 gennaio 2022   |         |
| 85                                | Il ritorno del re 「王の帰還」 - Ō no kikan                                                                            | 6 febbraio 2022   |         |
| 86                                | Ho sentito che Kirishima lascia la band 「霧島、バンドやめるってよ」 - Kirishima, bando yamerutte yo                   | 13 febbraio 2022  |         |
| 87                                | Melone Kirishima 「霧島メロン」 - Kirishima Meron                                                                      | 20 febbraio 2022  |         |
| 88                                | La verità sulla KGC 「ＫＧＣの真実」 - KGC no shinjitsu                                                                | 27 febbraio 2022  |         |
| 89                                | Tigre & drago 「タイガー＆ドラゴン」 - Taigā & Doragon                                                                 | 6 marzo 2022      |         |
| 90                                | Verso lo spazio! 「宇宙へ！」 - Uchū e!                                                                                | 13 marzo 2022     |         |
| 91                                | Battaglia feroce! Duello tra robò Rush! 「激闘! ラッシュロボデュエル!」 - Gekitō! Rasshu Robo Dyueru!                  | 20 marzo 2022     |         |
| 92                                | Re dei Duelli 「デュエルの王」 - Dyueru no ō                                                                           | 27 marzo 2022     |         |

## Pubblicazione

### Giappone
Gli episodi di Yu-Gi-Oh! Sevens sono stati pubblicati per il mercato home video nipponico in box da più DVD e Blu-ray dal 28 ottobre 2020 al 27 luglio 2022.
| Volume | Episodi | Data             |
| ------ | ------- | ---------------- |
| 1      | 1-13    | 28 ottobre 2020  |
| 2      | 14-26   | 27 gennaio 2021  |
| 3      | 27-39   | 26 maggio 2021   |
| 4      | 40-52   | 25 agosto 2021   |
| 5      | 53-67   | 22 dicembre 2021 |
| 6      | 68-79   | 27 aprile 2022   |
| 7      | 80-92   | 27 luglio 2022   |

## Colonna sonora
Sigle d'apertura
- Nanananananana (ナナナナナナナ?) cantata da Yusuke Saeki (ep. 1-52)
- Harevutai (ハレヴタイ?) cantata dai The Brow Beat (ep. 53-92)

Sigle di chiusura
- Goha #7 Elementary School Song (ゴーハ第7小学校校歌?, Gōha dai 7 shōgakkō kōka, lett. "Goha # 7 Canzone della scuola elementare") cantata da Hiiro Ishibashi, Taku Yashiro e Natsuki Hanae (ep. 1-52)
- Never Looking Back (lett. "Non guardare mai indietro") cantata da Shizukunome (ep. 53-92)